# Сосалито
Сосалито (англ. Sausalito) — город в США, штат Калифорния, округ	Марин.

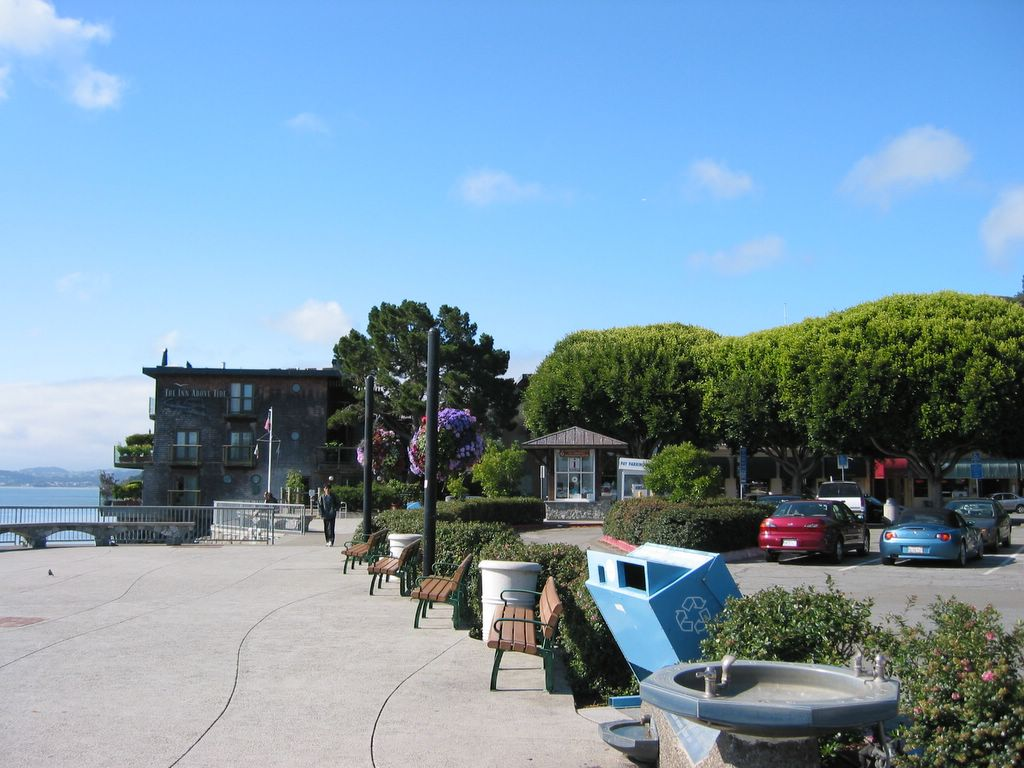
Близ порта Сосалито

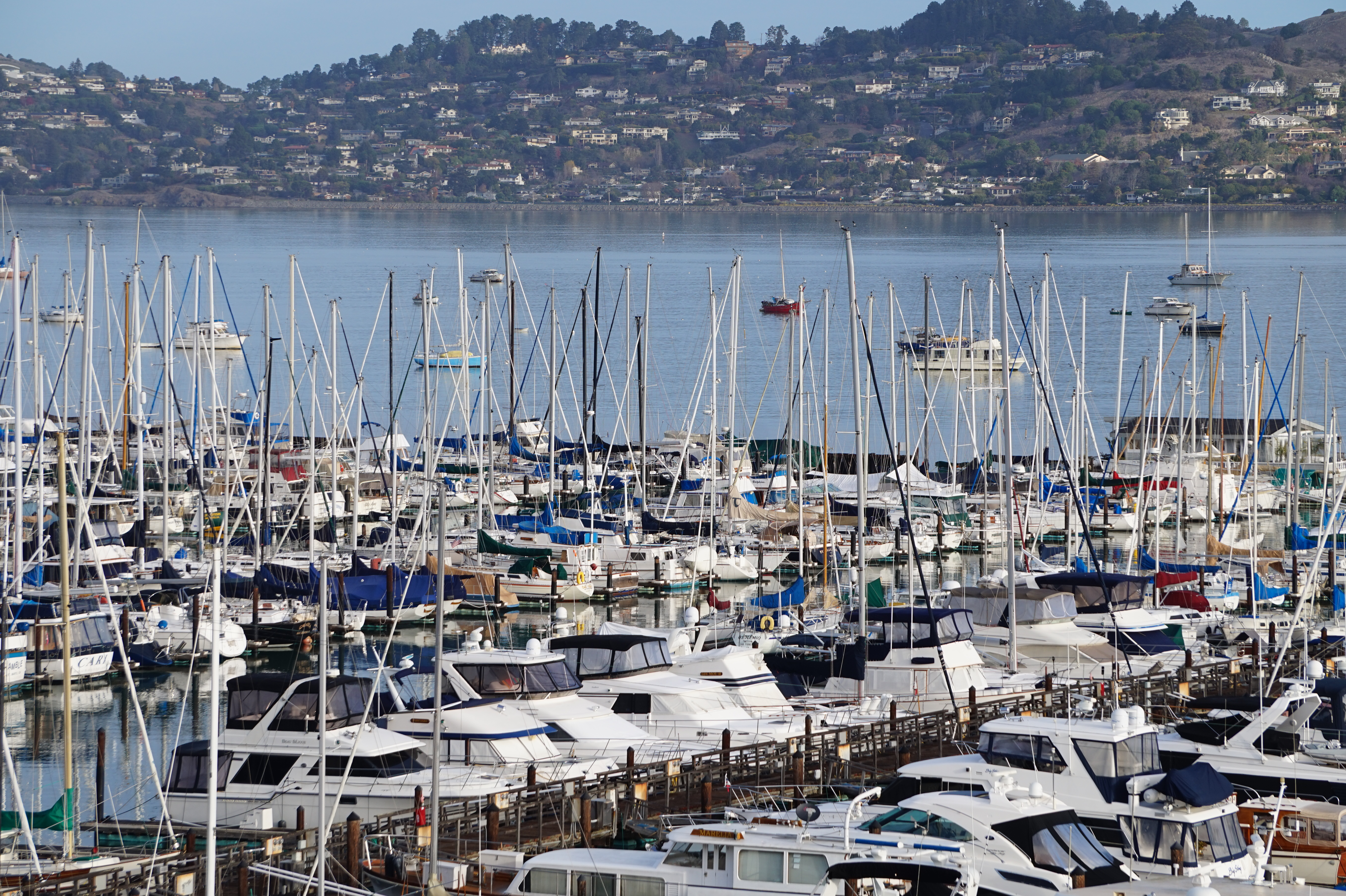
Яхты в порту города Сосалито, округ Марин, Калифорния

Порт в заливе Сан-Франциско Тихого Океана.

## География
Город Сосалито находится на западном, тихоокеанском, побережье США, на северном берегу бухты Сан-Франциско.
Площадь города — 5,8 км², из которых 0,9 км² приходится на водную поверхность.

## Население
По данным переписи населения США 2010 года, в Сосалито проживало 7061 человек. Расовый состав Сосалито составлял 6400 (90,6%) белых, 65 (0,9%) афроамериканцев, 16 (0,2%) коренных американцев, 342 (4,8%) азиатов, 10 (0,1%) жителей тихоокеанских островов, 53 (0,8%) представителей других рас и 175 (2,5%) представителей двух или более рас.
По данным 2020 года, в Сосалито проживало уже 7269 человек (прирост 2,9%).
Здесь насчитывается 4254 домашних хозяйства и проживает 1663 семьи. Плотность населения — 1217,4 чел./км². Среднегодовой доход на жителя составляет 81 040 долларов и является одним из высочайших в стране.

## Достопримечательности
У Сосалито начинается северный въезд на мост Золотые ворота, переброшенный через залив Сан-Франциско. С окрестных холмов открывается вид на бухту, а также на знаменитую тюрьму-остров Алькатрас.

## Транспорт
Паромное сообщение с Сан-Франциско привлекает в Сосалито многочисленных туристов.
В романе Джека Лондона «Морской волк» действие начинается с путешествия главного героя на пароме из Сосалито в Сан-Франциско, во время которого паром сталкивается с пароходом, и герой Дж. Лондона терпит кораблекрушение.